# Emmanuel Tugny
Emmanuel Tugny, nome artístico de Ronan Prigent, (Rennes, França, 1968), é um diplomata, escritor, filosofo e musico francês, professor "agrégé" e Doutor em literatura pela Sorbonne, é um escritor, filosofo e musico francês .
Atualmente vive em Porto Alegre, no Brasil.
Desde 1986 ele publicou por volta de trinta obras, romances, poemas, ensaios, discos solo  e com bandas .
Sua primeira obra pessoal no Brasil, Morrer como Corbière, foi publicada em 2009 pela Editora Sulina.
Emmanuel Tugny é colunista no quotidiano brasileiro O Correio do Povo.
Emmanuel Tugny foi condecorado pelas ordens francesas das Palmas acadêmicas e das Artes e Letras .